# Général Hux
Personnage de fiction apparaissant dans
Star Wars.
Le général Armitage Hux, simplement appelé général Hux, est un personnage de fiction de l'univers de Star Wars, apparu pour la première fois dans l'épisode VII de la saga : Star Wars, épisode VII : Le Réveil de la Force.
Il agit en tant que général du Premier Ordre, commandant de la planète-arme Starkiller et le bras droit du suprême leader Snoke.

## Apparitions

### Épisode VII:Le Réveil de la Force(2015)
Près de 30 ans après la bataille d'Endor, Armitage Hux est le général qui commande la base Starkiller, la base principale des opérations du Premier Ordre, ainsi que le Destroyer Impérial Finalizer (classe Résurgente) et répondant aux ordres du suprême leader Snoke. Après avoir échoué à capturer le droïde BB-8 contenant un morceau de la carte qui conduit à la planète où Luke Skywalker se cache, il obtient de Snoke l'autorisation de tester la super-arme. Il rassemble l'armée du Premier Ordre sur Starkiller et ordonne le tir de la super-arme sur la Nouvelle République qui soutient la Résistance. L'arme fait feu et détruit le système Hosnian, incluant la planète Hosnian Prime qui accueille alors la Capitale et le Sénat de la République.
Après avoir appris l'emplacement de la base de la Résistance sur D'Qar, le général ordonne aux personnels de la base Starkiller de charger la super-arme pour tirer sur la planète. Alors qu'elle est prête à faire feu, la Résistance mène une attaque surprise en envoyant ses chasseurs sur Starkiller. Les chasseurs réussissent, avec l'aide de Han Solo et Chewbacca depuis l'intérieur et par la même, à détruire Starkiller, tuant tous ceux qui s'y trouvent. Peu de temps auparavant, Snoke avait ordonné à Hux d'évacuer Starkiller et d'emmener Kylo Ren avec lui.

### Épisode VIII:Les Derniers Jedi(2017)
Le général est toujours à la tête de l'armée du Premier Ordre. Il lance une attaque surprise sur la base de la Résistance leur infligeant de lourdes pertes. Néanmoins, alors que les bombardiers de la Résistance réussissent à détruire le vaisseau du Capitaine Canady, le tuant avec tout son équipage, le vaisseau-amiral de la Résistance s'enfuit avec ce qui reste de la flotte. D'abord furieux que la Résistance ait réussi à s'enfuir, Snoke utilise la Force pour humilier le commandant de la flotte. Il s'apprête à l'achever quand ce dernier affirme qu'il a un moyen de suivre la Résistance et de les éradiquer de façon définitive. Disposant du moyen de suivre leurs ennemis en vitesse-lumière, Hux et les troupes du Premier Ordre attaquent à nouveau la Résistance, détruisant leur flotte, ne laissant que deux vaisseaux en plus du vaisseau-amiral endommagé après que Kylo Ren l'a attaqué, et que ses chasseurs TIE ont détruit le poste de contrôle tuant tous les généraux de la Résistance présents à l'exception de Leia Organa. Le général Hux continue de poursuivre les vaisseaux de la Résistance jusqu'à ce qu'ils soient à court de carburant, détruisant les deux vaisseaux d'escorte et ne laissant que le vaisseau-amiral.
Plus tard, quand Finn et Rose sont capturés à bord de son vaisseau, Armitage Hux gifle Finn pour avoir trahi le Premier Ordre, félicite Phasma et la laisse les exécuter. Quand DJ révèle au général que les Résistants évacuent le vaisseau-amiral pour atteindre la planète située à proximité, il ordonne de détruire les capsules de sauvetage. Mais à ce moment-là, la Vice-Amirale Amilyn Holdo se sacrifie en faisant passer le vaisseau en vitesse-lumière. Le général Hux donne l'ordre de détruire le vaisseau ennemi mais il est trop tard : la flotte du Premier Ordre est décimée et le vaisseau de Hux, le Supremacy, est endommagé.
Quand le général découvre que le Suprême Leader Snoke est mort, il est anéanti. Il aperçoit son rival à terre, et s'apprête à l'achever mais se retient quand il se réveille, et lui demande ce qui s'est passé. Kylo Ren lui répond que Rey a tué Snoke et lui ordonne de la poursuivre avec ses hommes. Hux lui oppose un refus, affirmant que leur Suprême Leader est mort et qu'ils n'ont plus de chef ; Ren utilise alors la Force pour faire comprendre à son rival qu'il est le nouveau Suprême Leader. Ren et Hux descendent avec leurs troupes pour en finir avec la Résistance quand Luke Skywalker apparaît. Kylo Ren veut en finir avec lui, Hux lui conseille de ne pas laisser ses émotions aveugler son jugement et finit assommé par ce dernier utilisant à nouveau la Force. Après la mort de Skywalker, la fuite de Rey et ce qui reste de la Résistance, Kylo Ren et Hux pénètrent dans la base rebelle avec leurs troupes. Hux observe alors Ren tout puissant mais abattu.

### Épisode IX:L'Ascension de Skywalker(2019)
La présence d'un espion est détectée au sein du Premier Ordre. Cet espion délivre l’information que Palpatine est vivant. Quand trois Stormtroopers s’apprêtent à tirer sur Chewbacca, Poe et Finn, Armitage Hux arrive et dit aux soldats qu’il veut les exécuter lui-même. Toutefois, il tue les Stormtroopers et révèle aux trois Résistants que, souhaitant la chute de Kylo Ren, il est l'espion qui renseigne la Résistance. Il est démasqué et éliminé par le Général Pryde.

### Autres médias
Le Général Hux apparaît via un hologramme dans le dernier épisode de la première saison de la série animée Star Wars Resistance. L'épisode se déroule en même temps que Le Réveil de la Force et représente des troupes du Premier Ordre regardant une transmission de Hux en train de prononcer son discours et le tir ultérieur de la base Starkiller. Il apparaît également en personne dans le onzième épisode ainsi qu'en hologramme dans le dix-huitième épisode de la seconde saison de Star Wars Resistance.
Il apparaît dans deux attractions des parcs à thème Disney, Star Tours: The Adventures Continue et Star Wars : Rise of the Resistance, où le personnage est toujours incarné par Domhnall Gleeson.